# 판티드라코
판티드라코(Pantydraco)는 중생대 트라이아스기 후기, 오늘날 유럽대륙에 서식한 소형 공룡이다. 화석은 2003년 영국에서 두개골과 일부 뼈가 발견되었다.